# Oktjabr'skij (Territorio di Perm')
Oktjabr'skij (in russo Октябрьский?) è un insediamento operaio (рабочий посёлок) della Russia europea nord-orientale (Territorio di Perm'); è il centro amministrativo del distretto Oktjabr'skij.